# Waimea (hop)
Waimea is een hopvariëteit, gebruikt voor het brouwen van bier.
Deze hopvariëteit is een “dubbeldoelhop”, bij het bierbrouwen gebruikt zowel voor zijn aromatische als zijn bittereigenschappen. Deze Nieuw-Zeelandse variëteit werd ontwikkeld bij het New Zealand Plant and Food Research hop breeding program en in 2012 op de markt gebracht. Deze variëteit is een “kleindochter” van Pacific Jade, origineel geselecteerd als “superalfahop” maar wegens zijn aangenaam aroma heel geschikt als dubbeldoelhop.

## Kenmerken
- Alfazuur: 16 – 19%
- Bètazuur: 7 – 9%
- Eigenschappen: intens, fris met aroma van citrus en dennennaalden